# Raatakker

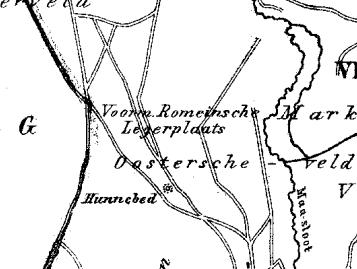
Raatakkers, vermeld als Romeinsche Legerplaats. Gemeentekaart 1858. Het Oosterse Veld bij Noordwolde (Friesland), Noordwolde-Zuid en Vledder.

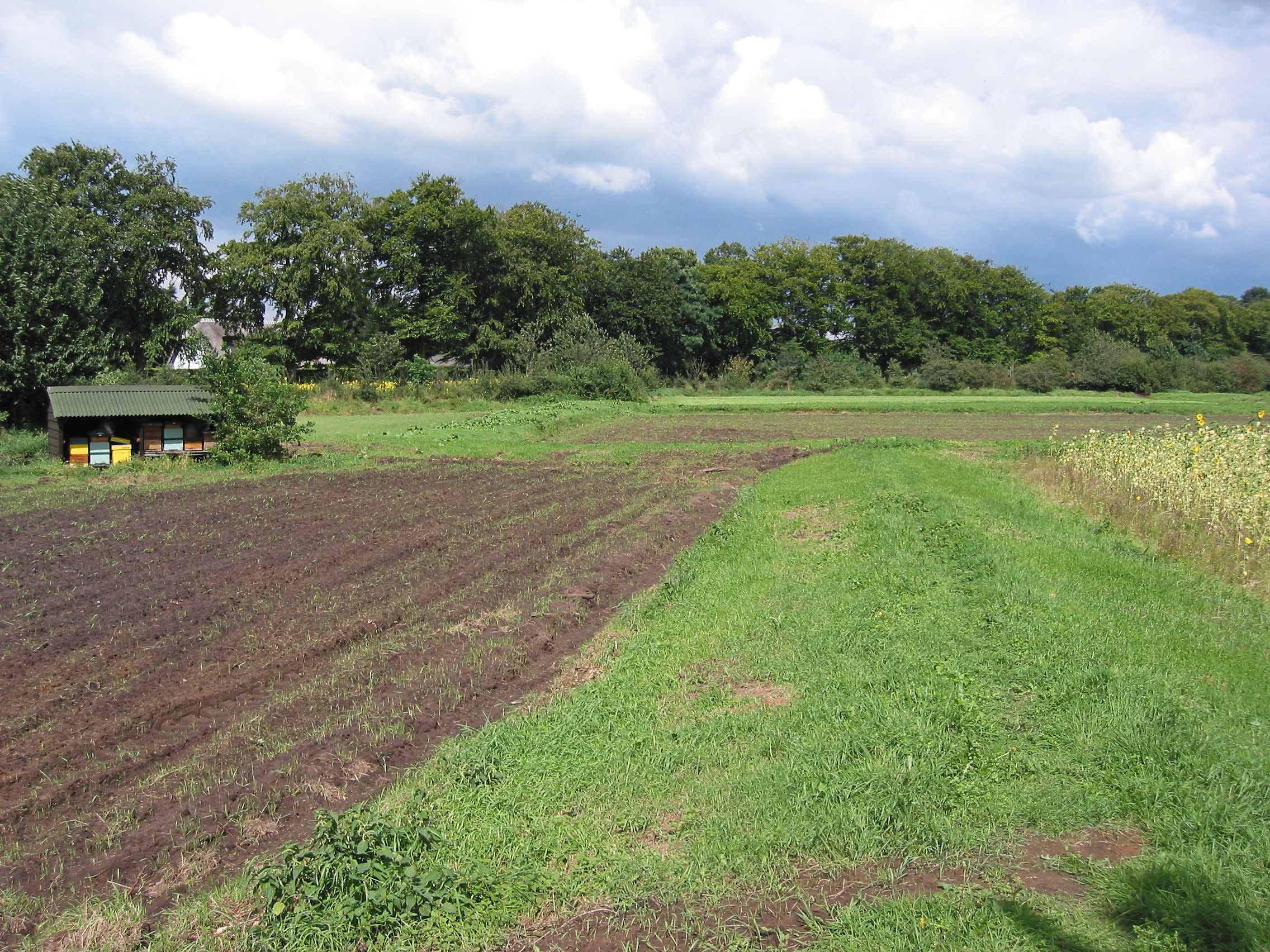
Raatakkers bij het Wekeromse Zand

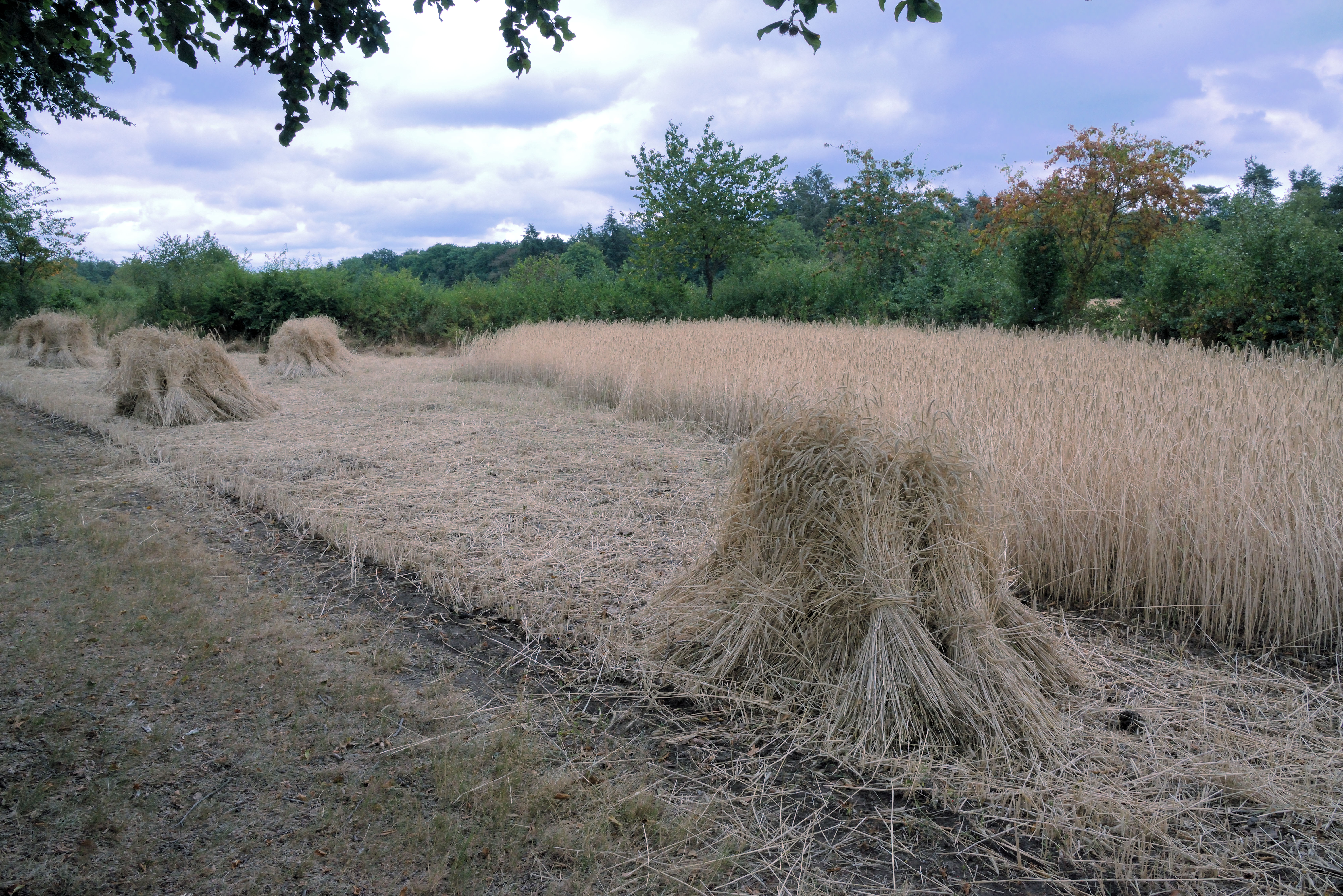
Rogge op de raatakkers

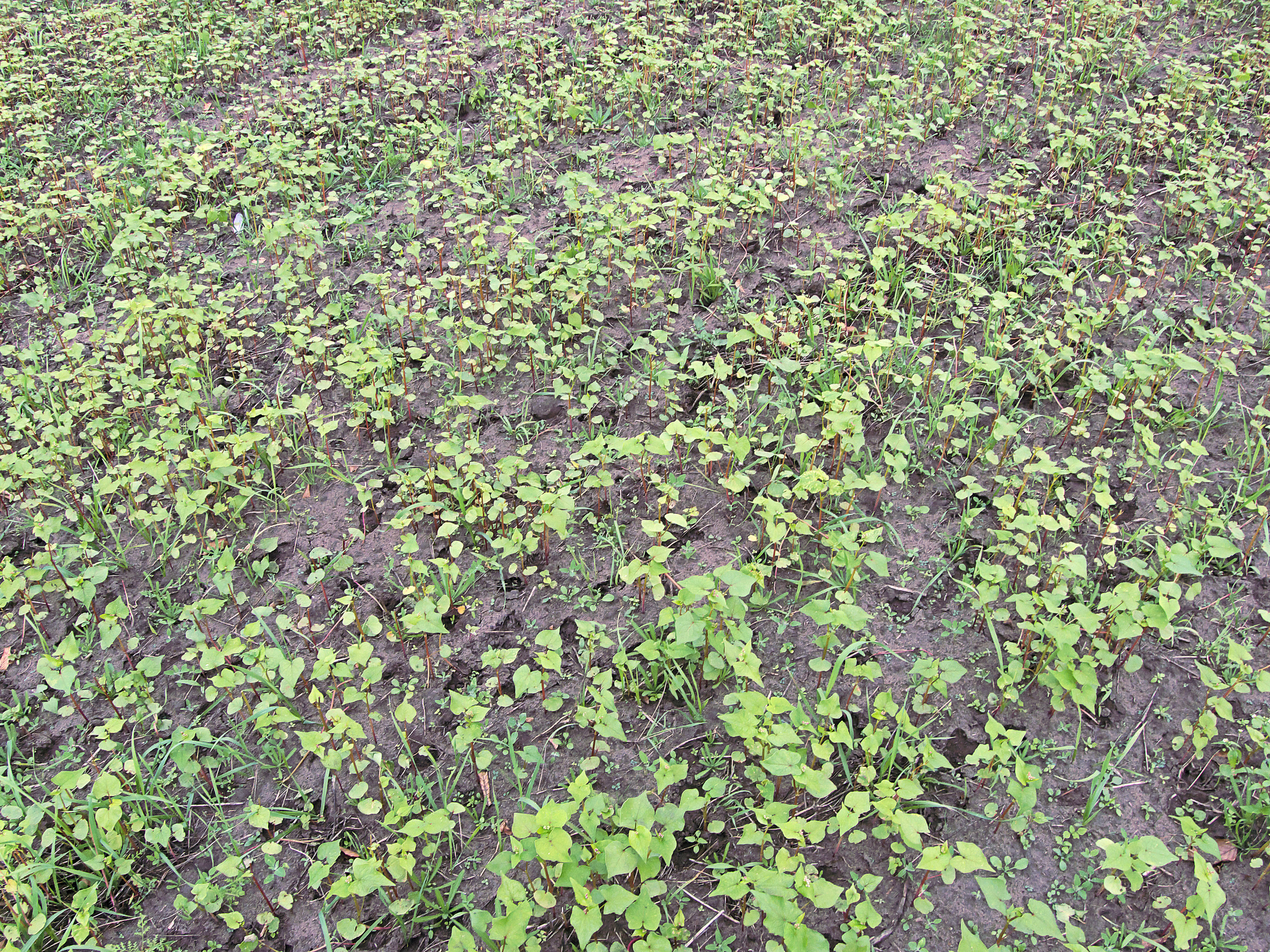
Opslag van boekweit door bij de oogst uitgevallen zaad op de raatakkers

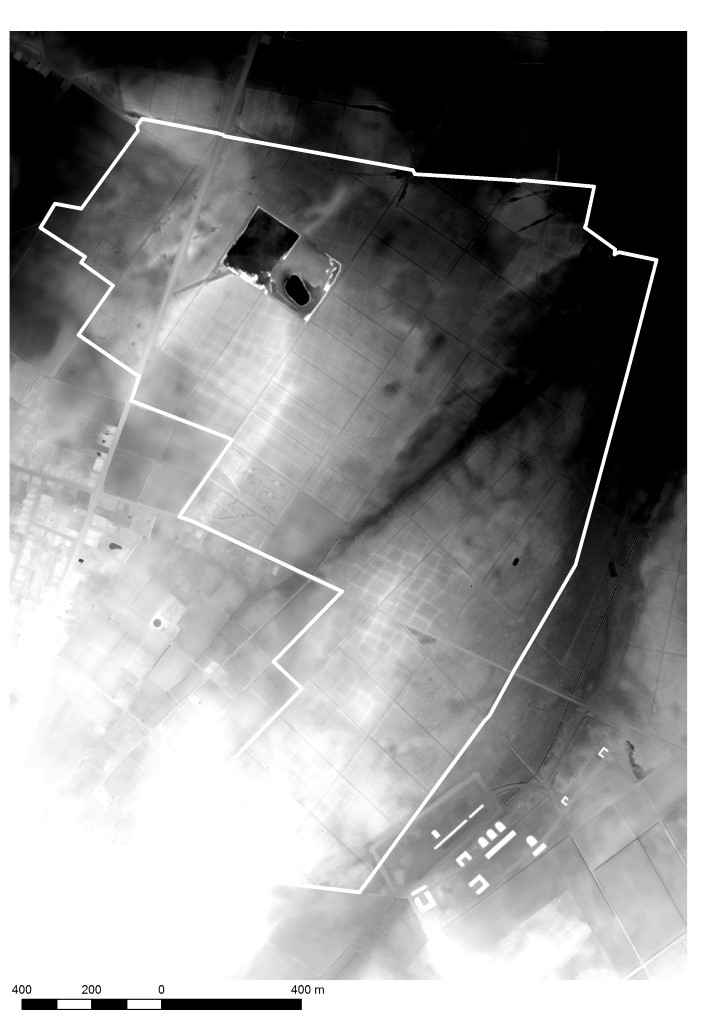
Luchtbeeld van raatakkers bij Neerpelt

Een raatakker of Celtic field is een kleine, min of meer rechthoekige, aaneensluitende akker zoals die vanaf de Late Bronstijd tot in de Romeinse tijd als landbouwsysteem werd gebruikt voor de verbouw van primitieve graansoorten als emmertarwe en spelt. Akkers van dit type komen voor in Noordwest-Europa en een aantal landen daaromheen.

## Benamingen
De aanduiding raatakker verwijst naar de raatstructuur van de percelen. Het is de door J. Wieringa in de jaren vijftig bedachte Nederlandse benaming voor de oudere maar foutieve naam Celtic field (Keltisch veld) die in 1923 door Engelse archeologen bedacht is. Dit Celtic fields bleek een pertinent onjuiste benaming aangezien spoedig duidelijk werd dat de akkers niets met Kelten (Eng.: Celts) te maken hebben. Toch heeft raatakker de onjuiste Engelse benaming nooit helemaal kunnen vervangen.
Johan Picardt beschouwde de raatakkers in zijn boek Annales Drenthiae (1660) als legersteden of woonplaatsen van bevolkingsgroepen in een voorchristelijk verleden.
In de 18e eeuw werden de raatakkers in verband gebracht met de Romeinen, vandaar dat ze op oude kaarten wel worden aangeduid als Romeinsche legerplaats. In de 19e en 20e eeuw werd duidelijk dat het geen legerplaatsen waren geweest, waardoor archeoloog Albert van Giffen er de extra aanduiding zogenaamde aan gaf.

## Gebieden
Raatakkers zijn aangetroffen in Groot-Brittannië, Ierland, België, Nederland, Duitsland, Denemarken, Zweden, Polen en in de Baltische staten.

## Kenmerken
Een groot veld van minstens enkele hectaren werd deels in kleinere percelen verdeeld, die zo'n 35 bij 35 tot 50 bij 50 meter groot waren. Wanneer de akkergrond uitgeput raakte werd die opzij geschoven, waarbij aarden wallen ontstonden, en werden er van elders aangevoerde vruchtbare zoden op gelegd. Omdat zand vocht niet goed vasthoudt kon met het aanbrengen van nieuwe zoden bij raatakkers op zandgronden meteen een betere vochtregulatie op de akker ontstaan. De wallen zijn soms nog terug te vinden, zoals op het Noordsche Veld bij Norg; vaak is het wallenstelsel alleen nog aan de verkleuring van de grond te zien.
Eén of meer 'raten' van een veld konden gebruikt worden om er een behuizing te bouwen; was deze boerderij of hut versleten, dan werd er met het bruikbare materiaal een nieuwe gebouwd op een andere, uitgeputte akker, en de beschikbare grond was door decennia bewoning weer vruchtbaar geworden ('zwervende erven').

## België
In de Belgische provincie Limburg zijn raatakkers aangetroffen, ongeveer 1 km ten zuiden van archeologisch park de Rieten te Wijshagen. Het is een van de grootste akkercomplexen uit de prehistorie die in de Kempen gevonden zijn. Ten oosten van Wijshagen, in het bosgebied tussen de dorpen Neerglabbeek, Opitter en Neeroeteren ligt ook een groot complex aan raatakkers. Ten noordoosten van Neeroeteren, gemeente Maaseik ligt in een gebied ten oosten van de Kinrooiersteenweg en ten zuiden van de Itterbeek een raatakker. Tevens is er een vrij groot complex te vinden ten oosten van Opoeteren, tussen Opoeteren en natuurgebied Bergerven. Daarnaast zijn in het Lindelsebos ten zuidwesten van Neerpelt en in het Kolisbos ten oosten van Neerpelt raatakkercomplexen te vinden. De raatakkers zijn goed waar te nemen met de website van EODaS.

## Duitsland
Veel Duitse raatakkers zijn geconstateerd op de zandgronden in het grensgebied met Nederlands Limburg. In het Reichswald aan de Kartenspielerweg net over de grens bij Gennep ligt een raatakkercomplex en in het Reichswald tussen Nütterden en Kleef, is een akkercomplex van 33 hectare aangetroffen. Ten zuidwesten van Elmpt, over de grens bij Asenray, ligt een grote raatakker.

## Nederland
In Nederland zijn duizenden hectaren raatakkers bekend. Vooral in Drenthe en in Overijssel, op de Veluwe, de Utrechtse Heuvelrug en Limburg zijn grote aantallen raatakkers gevonden, op met name de zandgronden, zoals in de Achterhoek.  De akkercomplexen zijn dankzij nieuwe technieken als laseraltimetrie en met behulp van de website ahn.nl (Actueel Hoogtebestand Nederland) duidelijk te zien. Een doorbraak in het archeologisch onderzoek naar raatakkers komt in 2014 van archeoloog Stijn Arnoldussen van de Rijksuniversiteit Groningen. Door een speciale techniek waarmee de ouderdom van zandkorrels is vast te stellen ontdekte Arnoldussen dat de wallen van het raatakkercomplex bij Wekerom-Lunteren meer dan 3100 jaar geleden werden opgeworpen en nadien honderden jaren in gebruik zijn geweest. Arnoldussen is de eerste archeoloog die de ouderdom van Nederlandse raatakker-complexen betrouwbaar heeft kunnen vaststellen. Ondanks deze belangrijke ontdekkingen is er volgens de onderzoekers nog genoeg te leren. “We weten nu de ouderdom van enkele wallen uit twee Nederlandse raatakkers, maar hoe precies de agrarische gebruikswijze was (werden er nog andere gewassen verbouwd, en waar woonden de mensen die hier akkerden?) en wat er in Celtic fields in andere delen van Nederland gebeurd, is nog steeds niet bekend”, aldus Arnoldussen. Bevolkingsgroei was in het verleden wellicht een reden om dit intensievere en efficiëntere systeem van landbouw te gaan gebruiken. Behalve de bovengenoemde cultuurgewassen zijn ook sporen aangetroffen van het verbouwen van bedekte gerst, duivenboon, pluimgierst en huttentut. Tijdens de laatste periode waarin raatakkers werden gebruikt werd ook rogge geteeld.

### Lijst van raatakkers
Een actueel overzicht van alle Nederlandse raatakkers is te vinden op de kaart van 'Celtic Fields on the map'.
- Dwingelderveld
- Hijkerveld
- Balloërveld
- Noordsche Veld
- Wekeromse Zand bij de ijzertijdboerderij
- Veluwe, tussen Ede en Wolfheze, bij Vaassen, tussen Putten en Ermelo
- Hoorneboegse Heide, ten zuiden van Hilversum
- Sprengenberg, bij Haarle